# Finn Lassen
Finn Lassen (født 29. april 1904 i Varde, død 10. januar 1967 i Odense) var en dansk skuespiller.
Lassen var elev hos Gerda Christophersen, men debuterede allerede på Odense Teater i 1924. Han var tilknyttet teatret til 1925, hvorefter han tog på turnéer i provinsen. Han medvirkede i 1932 og 1933 i revyen på Rottefælden i Svendborg, og vendte i 1941 tilbage til tet Odense Teater, hvor han var ansat til sin død.
Finn Lassen er begravet på Assistens Kirkegård i Odense.

## Udvalgt filmografi
- Avismanden (1952)
- Himlen er blå (1954)
- Tre finder en kro (1955)
- Paw (1959)
- Den rige enke (1962)